# Manchester (village, New York)
Pour les articles homonymes, voir Manchester (homonymie).
Ne doit pas être confondu avec Manchester (New York).
Manchester est un village du comté d'Ontario, dans l'État de New York, aux États-Unis,. En 2010, il comptait une population de 1 709 habitants.

## Démographie
Lors du recensement de 2010, le village comptait une population de 1 709 habitants. Elle est estimée, en 2019, à 1 611 habitants.